# Guje Wallgren
Gunilla (Guje) Christina Wallgren, född 16 oktober 1941 i Solna, är en svensk målare, tecknare och flygvärdinna.
Hon är dotter till disponenten Karl-Erik Wallgren och Elisabeth  Martha Christina Hellman. Wallgren studerade dekorativ målning vid Högre konstindustriella skolan 1959–1963 och en kortare tid vid Gerlesborgsskolan samt genom självstudier under resor till Italien och Grekland. Separat ställde hon ut på Galerie Æsthetica i Stockholm 1961 och hon medverkade i bland annat utställningen Konst på pappersgrund som visades på en vandringsutställning arrangerad av Riksförbundet för bildande konst 1966–1967. I mitten av 1960-talet arbetade hon tillfälligt som flygvärdinna vid PAN-American Airlines i USA.